# Torre de Masriudoms
La Torre de Masriudoms és una torre de defensa del nucli de Masriudoms en el municipi de Vandellòs i l'Hospitalet de l'Infant a la comarca del Baix Camp. Està declarada com a bé cultural d'interès nacional.

## Descripció
És una torre de defensa amb reparacions i modificacions posteriorsl, que dataria del segle xv o xvi. De planta quadrada, fa 5 metres de costat i uns 15 metres d'alçada, i feta totalment de fàbrica de carreus. Presenta matacans i coronament de merlets. Serveix de campanar a l'església parroquial de Sant Jaume de Masriudoms. Aquesta església, de data molt posterior, fou construïda el 1820.

## Història
El sector constituí l'anomenat «Territori de Tivissa», integrat pel terreny que, des dels primers anys de la Reconquesta fins al segle passat, depengué del castell termenat de Tivissa. Comprenia els actuals termes municipals de Tivissa, Vandellòs, Capçanes i els Guiamets.
Vandellòs va pertànyer a Albert de Castellvell i a la baronia d'Entença, fins a annexionar-se amb el comtat de Prades. De fet, aquestes terres corresponien encara, a darreries del segle xviii, al senyoriu del Duc de Cardona, amb el nom de Baronia d'Entença.